# Paladino

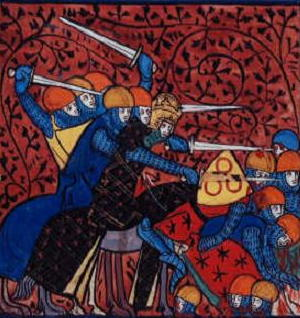
Carlo Magno con i suoi paladini contro i Sassoni

Il paladino era, secondo il ciclo letterario conosciuto come ciclo carolingio o Chanson de geste, il cavaliere più importante alla corte di Carlo Magno. I paladini compaiono inizialmente nella Canzone di Rolando, dove rappresentano i valori del cavaliere cristiano contrapposti alle barbarie delle orde saracene: i racconti dei paladini infatti nascono nel contesto delle guerre tra i Franchi e i Mori, avvenute durante la conquista della Spagna da parte dell'Islam, proseguita con l'invasione di parte della Francia e il famoso episodio della battaglia di Roncisvalle.

## Etimologia e significato nel tempo
La parola deriva dal latino comes palatinus (conte palatino, ovvero "conte di palazzo"), termine col quale si designavano i cavalieri più fidati della corte (palatius) del re Carlo Magno. Per estensione, "paladino" è venuto a riferirsi a qualsiasi eroe cavalleresco, come i cavalieri della Tavola Rotonda di re Artù o è stato utilizzato anche per indicare i capi degli eserciti che sostennero il protestante Federico V nella Guerra dei Trent'anni.
Nell'uso comune della lingua italiana, il termine "paladino" ha assunto un'accezione ben più ampia che sta a indicare, in maniera estensiva, il difensore di valori e ideali, solitamente condivisi con altri che non sono dotati delle medesime qualità e capacità per affermarli al cospetto delle ingiustizie o delle difficoltà.
Il paladino è la più alta carica di un soldato perché dotato di incredibili doti belliche come Orlando

## Personaggi
Nelle loro prime apparizioni i paladini non sono stati i compagni di Carlo Magno, ma del suo vassallo Rolando, l'eroe basato sulla figura storica di Hruodland, citato da Eginardo come il signore della marca bretone che morì nella battaglia del Passo di Roncisvalle. Dalla fine del XII secolo in poi, i paladini sono stati sempre considerati come un gruppo di cavalieri appartenenti al re in persona.
I paladini che compaiono nella Chanson de Roland sono detti "i Dodici Pari", ma i loro nomi, per le variazioni apportate da testo a testo, sono più di dodici. Il numero ricorda i Dodici Apostoli, mettendo il sovrano nella posizione di Gesù, preciso riferimento alla loro santa missione assunta come regola. In tutte le storie del ciclo carolingio tra i paladini sono presenti i nomi di Rolando od Orlando, nipote di Carlo Magno e l'eroe capo dei paladini, e Oliviero, amico di Rolando e il suo più forte alleato. Nella Chanson de Roland gli altri dieci paladini corrispondono ai nomi di Gérin, Gérier, Bérengier, Otton, Sansone, Engelier, Ivon, Yvorio, Anséis, Girard. Altri personaggi ricorrenti altrove e considerati parte dei dodici sono l'arcivescovo Turpino, Ogier di Danimarca, Huon di Bordeaux, Fierabras, Rinaldo di Montalbano e Gano di Maganza.
Nel Rinascimento italiano autori come Matteo Maria Boiardo e Ludovico Ariosto hanno contribuito alla rielaborazione letteraria e poetica dei racconti delle gesta epiche dei paladini. Le loro opere, Orlando Innamorato e Orlando Furioso, spediscono i paladini in avventure ancora più fantastiche rispetto ai loro predecessori. Essi elencano i paladini in modo diverso, ma mantengono il numero canonico di dodici: sono Orlando (Rolando), nipote di Carlo Magno e l'eroe capo dei paladini, Oliviero, il miglior amico di Rolando; Ferumbras (Fierabras), il saraceno che diventa cristiano; Astolfo, discendente di Carlo Martello e cugino di Orlando; Ogier (il danese), Gano il traditore, Rinaldo (Renaud de Montauban, cugino e rivale di Orlando), Malagigi (Maugris), uno stregone; Florismart, un amico di Orlando; Guido di Borgogna; Namo (Naimon o Namus), duca di Baviera, fidato consigliere di Carlo Magno, e Otuel, un altro saraceno convertito.

## Nella cultura e nel folclore

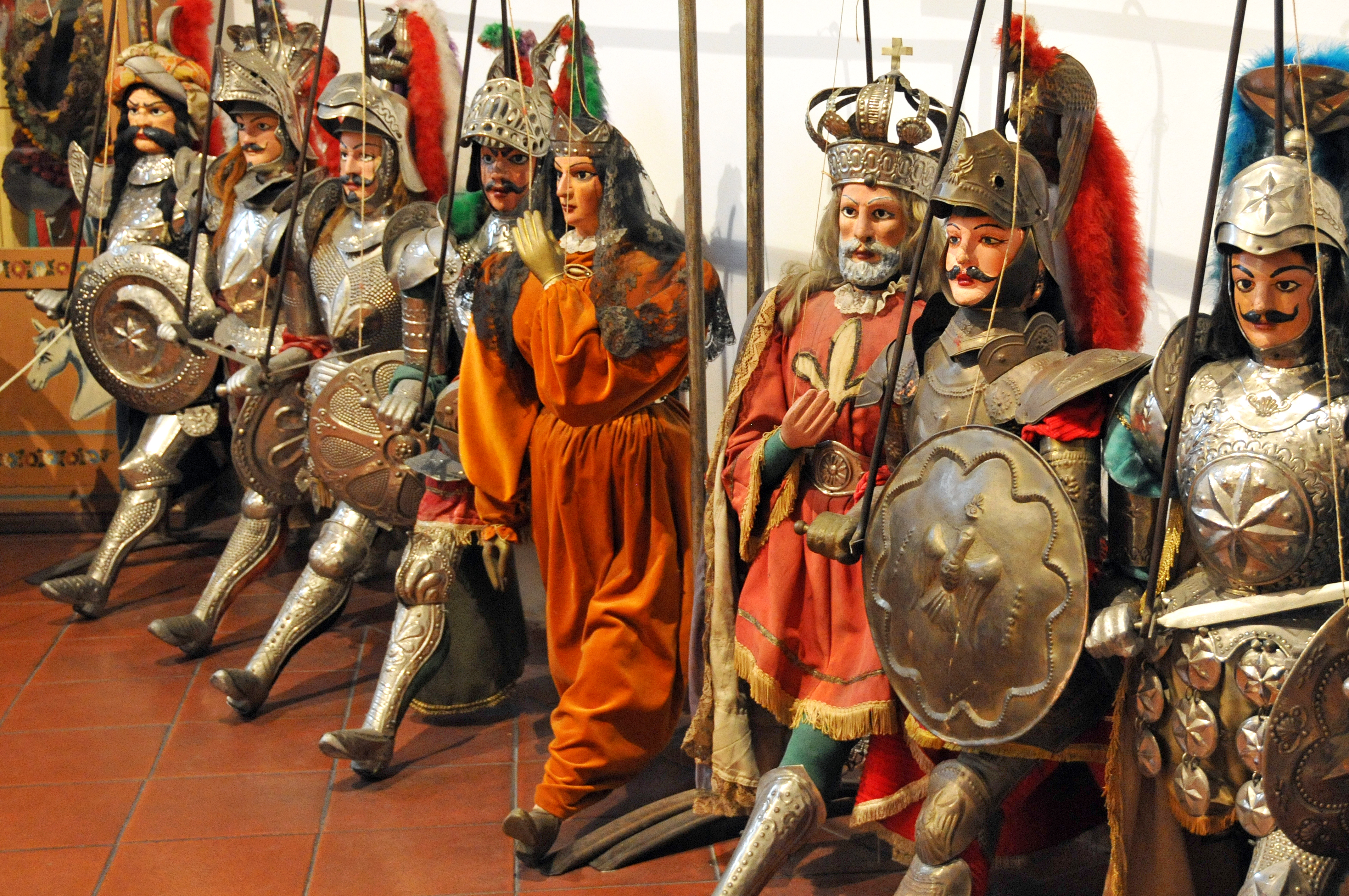
I paladini nell'Opera dei Pupi, insieme alla principessa Angelica e Carlo Magno

I paladini di Carlo Magno sono paragonabili ai Cavalieri della Tavola Rotonda di re Artù quanto a popolarità e a ruolo nell'immaginario dei rispettivi paesi.
Nel XIV secolo un rinascimento della cultura celtica ha riportato in auge il ciclo dei paladini di Camelot, lasciando in ombra i racconti della Materia di Francia, più legati a valori cristiani e meno trionfalistici nei toni.
I paladini e i loro nemici saraceni sono i principali personaggi dell'Opera dei Pupi.

## Nella cultura di massa
La figura del Paladino, ibridata con altri concetti quale quello dei cavalieri monaci (Templari, Ospitalieri, ecc.) è entrata nell'immaginario collettivo, ed è presente in numerosi giochi di ruolo e videogiochi, tra cui Dungeons & Dragons, Pathfinder, Everquest, Diablo II, Final Fantasy, Ragnarok Online, World of Warcraft,  nei quali il Paladino è un guerriero sacro, votato a una divinità o a un ideale, seguente un preciso codice, ma grazie a ciò in grado di usare alcuni dei poteri mistici di chierici e sacerdoti. Non mancano comunque giochi di ruolo in cui i Paladini di Carlo Magno sono fedelmente rappresentati, come Orlando furioso di Andrea Angiolino e Gianluca Meluzzi, pubblicato nel 1993 dal Comune di Roma per portare questo tipo di gioco in scuole e biblioteche.
Nel romanzo-pastiche Terra ignota di Vanni Santoni, l'Ordine del Cerchio d'Acciaio è ispirato a una versione pervertita e malvagia tanto dei Cavalieri della Tavola Rotonda quanto dei Paladini di Carlo Magno.
Il film I Paladini – Storia d'armi e d'amore di Giacomo Battiato, del 1983, ne ha ripreso le vicende , ispirandosi sia ai fatti storici quanto alle rielaborazioni ariostesche. La fotografia di Dante Spinotti si ispirava alle interpretazioni preraffaellite di tali miti. Altri film in cui compare la figura del paladino sono Turi e i paladini (1978), Il paladino della corte di Francia (1963) e Orlando e i Paladini di Francia (1956).